# Лорке
Лорке (арм. Լորկե) — армянская народная песня-пляска. Исполнялась на свадьбах во время увода невесты из отцовского дома, на празднике Вардавар во время сбора цветов, а также во время паломничеств. Относится к различным видам армянских коллективных плясок.

## Происхождение
Изначально танец был обрядовым и был связан с культом предков и птиц. Танец «Лорке» восходит к тотемическим пляскам в честь перепёлок. Название происходит от арм. լոր [lor] — «перепел».
Происходит из Вана и Алашкерта. Существуют также шатахский и талинский (типа шурджпар — «хоровод») варианты песни-пляски.

## Слова
Լորկե, Լորկե, Լորկե, Լորկե, Խանըմե Լորկե,

Լորկե, Լորկե, Լորկե, Լորկե, Խաթունե Լորկե,

Լորկե, Լորկե, Լորկե, Լորկե, Շեկ աղջիկ Լորկե:

Ելանք, հասանք տուն Ամարանց, Խանըմե Լորկե,

Բերին սպիտակ լավաշ ու հաց, Խաթունե Լորկե,

Լորկե, Լորկե, Լորկե, Լորկե, Շեկ աղջիկ Լորկե:
(Ванский вариант)